# Pi (Bellver de Cerdanya)
Pi és una entitat municipal descentralitzada del municipi cerdà de Bellver de Cerdanya. El 2021 tenia 128 habitants censats, dels quals 65 eren homes i 63 dones.
Durant l'edat mitjana va ser una senyoria que abastava els nuclis que componen la parròquia de Pi, és a dir, Cortariu, Nèfol i el desaparegut poble de Gallissà. L'advocació de la seva església correspon a Santa Eulàlia de Mèrida ja des del segle x. La Festa Major es realitza el darrer diumenge del mes de setembre i la Festa Petita se celebra per la festivitat de Santa Eulàlia, el dia 10 de desembre.

## Localització
Els límits geogràfics del terme són, majoritàriament, donats per accidents geogràfics. Pel sud delimita amb el cim de la serra del Cadí i pel sud amb el riu Segre. A llevant i a ponent s'estenen sengles serres que formen la vall de Pi. Pel centre de la vall hi transcorre el riu de Pi que neix als peus del Cadí i acaba el seu recorregut desembocant al Segre, després d'haver recorregut tot el terme veïnal. A la vall de Pi hi ha la Roca Foradada que és un roc amb un forat al mig de considerables dimensions. Hi ha un corriol per pujar fins al forat. Un altre lloc singular és el Pradell sota mateix del Cadí. Continuant més enllà de Pi trobem els pobles de Santa Eugènia de Nerellà, Olià i Nas, respectivament.

## Vegetació
Pi és un poble de muntanya amb molta vegetació. El bosc avança ràpidament en els camps on ja no s'hi cultiva res. A dins del poble destaquen els pollancres, els castanyers, els avets i els salzes. A l'exterior del poble hi ha arbres fruiters que van ser plantats per pagesos que cultivaven terres de la muntanya com els cirerers, noguers, pomers i perers.

## Església de Santa Eulàlia
Aquesta església d'estil romànic situada al centre del poble, va ser edificada a finals del segle xi o començaments del XII. Ha estat reformada diverses vegades amb l'objectiu de conservar-la el millor possible. Una reforma severa es va fer l'any 1775, ja que va eliminar la majoria d'elements romànics, i es va engrandir.